# Кухе
Кухе (перс. قوهه‎) — село на севере Ирана, в остане Альборз. Входит в состав шахрестана Саводжболаг. Является частью дехестана (сельского округа) Чехарденге бахша Чехарбаг.

## География
Село находится в южной части Альборза, к югу от хребта Эльбурс, на расстоянии приблизительно 5 километров к западу от Кереджа, административного центра провинции. Абсолютная высота — 1276 метров над уровнем моря.

## Население
По данным переписи 2006 года население села составляло 2079 человек (1086 мужчин и 993 женщины). В Кухе насчитывалось 499 семей. Уровень грамотности населения составлял 58,2 %. Уровень грамотности среди мужчин составлял 65,25 %, среди женщин — 53,78 %.